# Matrak
Matrak es un deporte de combate otomano basado en una lucha de espada y escudo. Inventado por el famoso estadista bosniaco del imperio otomano, historiador y científico Nasuh Matrakčija Visočak (nombre completo en turco: Nasuh bin Karagöz bin Abdullah el-Bosnavî) en el siglo XVI. Es jugado con palos de madera cubiertos de cuero simulando una espada, y un escudo de madera cubierto de cuero. La parte superior de los palos es redondeada y ligeramente más ancho que el cuerpo asemejándose a los bolos de bowling. El juego es un tipo de simulación de combate, y se juega sobre el césped. Fue practicado por los soldados otomanos como entrenamiento de combate melee.
En la serie televisiva Muhteşem Yüzyıl, es mostrado como deporte de combate.